# Destination Docklands
Jarre Live, ripubblicato nel 1996 come Destination Docklands, è un album live di Jean-Michel Jarre, pubblicato nel 1989. Contiene le registrazioni di alcuni brani eseguiti durante il concerto Destination Docklands.

## Tracce

### Jarre Live
1. Revolutions – 1:03
2. Industrial Revolution – 8:45
3. Magnetic Fields 2 – 4:09
4. Oxygene IV – 3:46
5. Computer Week-end – 5:18
6. Revolutions – 3:52
7. London Kid – 4:57
8. Fourth Rendez-Vous – 4:16
9. Second Rendez-Vous – 8:16
10. September – 4:45
11. L'Emigrant – 3:53

### Destination Docklands
1. Revolutions – 1:03
2. Industrial Revolution: Overture – 3:00
3. Industrial Revolution: Part 1-2-3 – 5:45
4. Magnetic Fields 2 – 4:09
5. Oxygene IV – 3:46
6. Computer Week-end – 5:18
7. Revolutions – 3:52
8. London Kid – 4:57
9. Fourth Rendez-Vous – 4:16
10. Second Rendez-Vous – 8:16
11. September – 4:45
12. L'Emigrant – 3:53